# Цінності самовираження
Цінності самовираження є частиною основного ціннісного виміру процесу модернізації.[1] Самовираження — це група цінностей, що включає соціальну толерантність, задоволеність життям, публічне самовираження та прагнення до свободи. Рональд Інглехарт, професор Мічиганського університету, який розробив теорію постматеріалізму, багато працював з цією концепцією. Культурна карта Інглехарта-Вельцеля протиставляє цінності самовираження цінностям виживання, ілюструючи зміни цінностей у різних країнах і поколіннях.[2] Ідея про те, що світ рухається до цінностей самовираження, детально обговорювалася в статті в журналі Economist.[3] Вираження своєї особистості, емоцій або ідей через мистецтво, музику чи драму,[4] є способом розкрити себе для інших у спосіб, який є особливим для них.[5]

## Поява цінностей самовираження
Поява постіндустріального суспільства спричинила значні культурні зміни[1]. У Сполучених Штатах, Канаді, Західній Європі та дедалі більшій частині Східної Азії переважна більшість людей більше не працює на заводах, а зайнята у сфері послуг[2]. Відбувся перехід від механічного середовища до середовища, де все більше людей проводять більше часу у спілкуванні з іншими людьми, символами та інформацією, тому працівникам сектору знань потрібно розвивати власну здатність до суджень та прийняття рішень.
Цей перехід мав значні результати:
- Цей перехід призвів до історично високого рівня процвітання та соціальної держави, яка пропонує їжу, одяг, притулок, житло, освіту та охорону здоров'я майже кожному. Навіть у Сполучених Штатах, де соціальна держава є відносно обмеженою, уряд все ще суттєво перерозподіляє частину ВВП. Це створює сценарій, за якого люди у відповідних суспільствах починають сприймати фізичне виживання, мінімальний рівень життя та майже 80 років середньої тривалості життя як належне. Це ще більше мотивує їх до досягнення цілей, що виходять за рамки простого виживання.
- Сучасні професії, орієнтовані на надання послуг, вимагають використання когнітивних навичок.[1] Інженери, вчителі, юристи, бухгалтери, консультанти, програмісти та аналітики — всі вони підпадають під категорію креативного класу. Попри те, що іноді вони працюють в ієрархічних організаціях, творчі професіонали мають значний ступінь автономії у своїй роботі. Попит на когнітивні навички значно вищий, ніж у суспільствах на ранніх стадіях індустріалізації. Щоб задовольнити цей попит, працівники постіндустріальних суспільств все частіше здобувають вищу освіту з акцентом на креативність, уяву та інтелектуальну незалежність.
- Постіндустріальні суспільства, як правило, більш соціально ліберальні, ніж ті, що їм передували. Централізовано контрольовані, жорстко регламентовані трудові колективи індустріального світу зникли разом із сильним тиском конформізму, що прийшов разом із ними. Традиційна система, в якій діти залежать від своїх батьків, щоб вижити, натомість вони повинні піклуватися про своїх батьків у старості, була ослаблена державою загального добробуту. Як наслідок, згуртовані сімейні структури, які колись були необхідними для виживання, тепер все частіше стають питанням вибору, замінюючи «спільноти необхідності» на «виборчі спорідненості»[2].

Дестандартизація економічної діяльності та суспільного життя безпрецедентно зменшує соціальні обмеження. Тому перехід у постіндустріальних суспільствах значною мірою характеризується звільненням від влади. [1]

## Цінності самовираження та демократії
З індустріалізації можуть виникати різні політичні системи. До них відносяться фашизм, комунізм, теократія і демократія. На відміну від них, постіндустріальні суспільства асоціюються з соціокультурними змінами, які зміцнюють перспективи справжньої та ефективної демократії.
Суспільства знань не можуть ефективно функціонувати без високоосвічених працівників, які вміють чітко висловлювати свої думки і звикли думати самостійно. Щобільше, зростання рівня фінансової стабільності робить більший акцент на цінностях самовираження, які ставлять на перше місце особисту свободу вибору. Зростає ймовірність того, що широкі верстви населення прагнуть демократії, і вони стають більш ефективними у її досягненні. З часом придушення масових вимог лібералізації стає все більш шкідливим і дорогим з точки зору економічної ефективності. Завдяки цим змінам економічний розвиток пов'язаний з демократією[1].

## Емпіричні вимірювання цінностей самовираження
Дослідження світових цінностей дає найповнішу оцінку того, як цінності сприймаються та виражаються. На сьогодні було проведено п'ять «хвиль», кожна з яких включає додаткові країни в опитуванні.
Подальший аналіз даних, проведений Інґлхартом, показав, що значну частку варіації в даних можна пояснити за допомогою вимірювань, які охоплювали лише два виміри: вісь від традиційного до світського та раціонального та вісь від виживання до самовираження. Спочатку факторні оцінки були отримані з 22 змінних, але пізніше їх було скорочено лише до 10 (5 для кожного виміру) через обмеження щодо доступності даних.
Вісь самовираження має такі факторні навантаження.
| Питання опитування                                                                           | Факторне навантаження |
| -------------------------------------------------------------------------------------------- | --------------------- |
| Респондент надає перевагу самовираженню та якості життя над економічною та фізичною безпекою | 0,87                  |
| Респондент описує себе як дуже щасливого                                                     | 0,81                  |
| Гомосексуалізм іноді можна виправдати                                                        | 0,77                  |
| Відповідач підписав або підпише петицію                                                      | 0,74                  |
| Респондент не вважає, що потрібно бути дуже обережним у довірі до людей                      | 0,46                  |

Попри те, що він складається лише з п'яти змінних, кореляти для цього виміру в опитуванні WV є дуже сильними. Нижче наведено частковий список. Позитивні відповіді вказують на цінності виживання, а не на цінності самовираження.
| Цінності виживання підкреслюють наступне (на відміну від цінностей самовираження)                                             | Кореляція з виживанням/ </br> цінності самовираження |
| --- | ---------------------------------------------------- |
| Чоловіки виходять кращими політичними лідерами, ніж жінки.                                                                    | 0,86                                                 |
| Респондент незадоволений фінансовим становищем своєї родини.                                                                  | 0,83                                                 |
| Жінка повинна мати дітей, щоб бути реалізованою.                                                                              | 0,83                                                 |
| Респондент відкидає іноземців, гомосексуалістів та хворих на СНІД як сусідів.                                                 | 0,81                                                 |
| Респондент виступає за більший акцент на розвиток технологій.                                                                 | 0,78                                                 |
| Відповідач не переробляв речі для захисту навколишнього середовища.                                                           | 0,78                                                 |
| Респондент не був присутній на зборах і не підписав звернення про захист навколишнього середовища                             | 0,75                                                 |
| Під час пошуку роботи хороший дохід і безпечна робота важливіші, ніж відчуття успіху та робота з людьми, які вам подобаються. | 0,74                                                 |
| Респондент відносно прихильно ставиться до державної власності на бізнес і промисловість.                                     | 0,74                                                 |
| Дитині потрібен дім, де є і мама, і тато, щоб рости щасливо.                                                                  | 0,73                                                 |
| Власне здоров'я респондент не оцінює як дуже добре.                                                                           | 0,73                                                 |
| Треба завжди любити і поважати своїх батьків, незалежно від їх поведінки.                                                     | 0,71                                                 |
| Коли роботи не вистачає, чоловіки мають більше прав на роботу, ніж жінки.                                                     | 0,69                                                 |
| Респондент не має великої свободи вибору чи контролю над своїм життям.                                                        | 0,67                                                 |
| Уява не є однією з найважливіших речей, яким потрібно навчити дитину.                                                         | 0,62                                                 |